# السد العالي
السد العالي بأسوان، هو سد مائي على نهر النيل في جنوب مصر، أنشئ في عهد جمال عبد الناصر وقد أسهم الاتحاد السوفييتي في بنائه. تملكه وتُشغله الهيئة العامة للسد العالي وخزان أسوان، وقد ساعد السد كثيراً في التحكم في تدفق المياه والتخفيف من آثار فيضان النيل. يستخدم لتوليد الكهرباء في مصر. طول السد 3600 متر، عرض القاعدة 980 متر، عرض القمة 40 مترًا، والارتفاع 111 متر. يتكون جسم السد من حوالي 43 مليون متر مكعب من إسمنت وحديد بالإضافة إلى مواد أخرى، ويمكن أن يمر عبر السد تدفق مائي يصل إلى 11,000 متر مكعب من المياه في الثانية الواحدة.
بدأ بناء السد في عام 1960 بتكلفة إجمالية قدرها مليار دولار ساهم بثلثها الاتحاد السوفييتي. شارك في بناء السد 400 خبير سوفييتي وأكمل بناؤه في 1968. ثبّت آخر 12 مولد كهربائي في 1970 وافتتح السد رسمياً في عام 1971. ولكن أدى السد العالي إلى تقليل خصوبة الاراضي حول نهر النيل وعدم تعويض المصبات في دمياط ورأس البر بالطمي مما يهدد بغرق الدلتا بعد أكثر من مائة عام وبسبب بعض العوامل الأخرى مثل الاحتباس الحراري وذوبان الجليد بالقطبين الشمالي والجنوبي بتأثير سلبي على طبقة الأوزون. وتجدر الإشارة هنا إلى أن أول من أشار إلى بناء هذا السد هو العالم العربي المسلم الحسن بن الحسن بن الهيثم -(ولد عام 965م وتوفى عام 1029م). والذي لم تتح له الفرصة لتنفيذ فكرته وذلك بسبب عدم توفر الآلات اللازمة لبنائه في عصره.

## تاريخ البناء
تعود أقدم محاولة مسجّلة لبناء سد بالقرب من أسوان إلى القرن الحادي عشر، عندما استُدعي العالِم والمهندس العربي ابن الهيثم (المعروف في الغرب باسم الحازن) إلى مصر من قبل الخليفة الفاطمي الحاكم بأمر الله، من أجل تنظيم فيضان نهر النيل — وهي مهمة استدعت محاولة مبكرة لبناء سد في أسوان، لكن أبحاثه الميدانية أقنعته بعدم جدوى هذا المشروع.

### سد أسوان القديم، 1898–1902

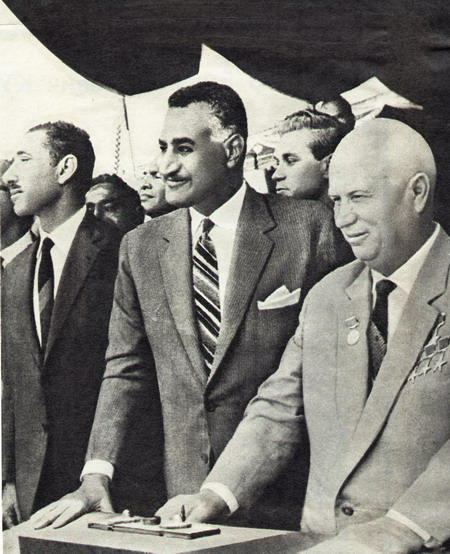
الرئيس المصري جمال عبد الناصر وزعيم الاتحاد السوفيتي نيكيتا خروتشوف خلال مراسم تحويل مجرى نهر النيل أثناء بناء السد العالي في أسوان في 14 مايو 1964. في هذه المناسبة، وصف خروتشوف السد بأنه "العجيبة الثامنة في العالم".

بدأ البريطانيون بناء أول سد على نهر النيل في عام 1898، واستمرّت أعمال الإنشاء حتى عام 1902، وافتتح السد في 10 ديسمبر 1902. صُمم المشروع على يد السير ويليام ويلكوكس، وشارك فيه عدد من كبار المهندسين البارزين، من بينهم السير بنجامين بيكر والسير جون إيرد، يذكر أن شركة John Aird & Co. التي يملكها الأخير هي المقاول الرئيسي للمشروع.

### تمهيد لبناء السد العالي، 1954–1960
في عام 1952، بدأ المهندس المصري اليوناني أدريان دانينوس في وضع خطة لبناء السد الجديد في أسوان. وعلى الرغم من أن السد المنخفض (القديم) كاد أن يغمره الفيضان في عام 1946، فإن حكومة الملك فاروق لم تُبدِ أي اهتمام بخطط دانينوس. وبدلاً من ذلك، فضّلت الحكومة خطة وادي النيل التي وضعها عالم الهيدرولوجيا البريطاني هارولد إدوين هيرست، والتي اقترحت تخزين مياه النيل في السودان وإثيوبيا، حيث معدل التبخر أقل بكثير. لكن الموقف المصري تغيّر تمامًا بعد الإطاحة بالنظام الملكي بقيادة حركة الضباط الأحرار التي كان من ضمنها جمال عبد الناصر، فقد اقتنع الضباط الأحرار أن مياه النيل يجب أن تُخزَّن داخل الأراضي المصرية لأسباب سياسية، وجرى اعتماد خطة دانينوس خلال شهرين فقط من الثورة. في البداية، أبدت كل من الولايات المتحدة والاتحاد السوفيتي اهتمامًا بالمساهمة في تنفيذ مشروع السد. لكن ظهرت تعقيدات نتيجة التنافس بين القوتين خلال الحرب الباردة، بالإضافة إلى تصاعد التوترات داخل العالم العربي.
في عام 1955، كان جمال عبد الناصر يقدّم نفسه كزعيم للقومية العربية، في مواجهة الأنظمة الملكية التقليدية، وخاصة المملكة الهاشمية في العراق، بعد توقيعها حلف بغداد في نفس العام. في ذلك الوقت، كانت الولايات المتحدة تخشى من انتشار الشيوعية في الشرق الأوسط، وكانت ترى في عبد الناصر قائدًا طبيعيًا لرابطة عربية مناهضة للشيوعية وموالية للرأسمالية. وقد عرضت الولايات المتحدة والمملكة المتحدة المساعدة في تمويل بناء السد العالي، من خلال قرض بقيمة 270 مليون دولار، مقابل أن يتولّى عبد الناصر دورًا قياديًا في حلّ الصراع العربي الإسرائيلي.
وعلى الرغم من معارضته للشيوعية والرأسمالية والإمبريالية، فقد اعتبر عبد الناصر نفسه محايدًا تكتيكيًا، وسعى إلى التعاون مع كلٍّ من الولايات المتحدة والاتحاد السوفيتي بما يخدم مصلحة مصر والعالم العربي. لكن بعد أن انتقدت الأمم المتحدة غارة إسرائيلية على القوات المصرية في غزة عام 1955، أدرك عبد الناصر أنه لن يستطيع أن يقدم نفسه كزعيم للوحدة العربية إذا لم يستطع الدفاع عن بلاده عسكريًا ضد إسرائيل. ولهذا، وبالإضافة إلى خططه التنموية، سعى إلى تحديث الجيش المصري بسرعة، وبدأ أولاً بالتوجه إلى الولايات المتحدة طلبًا للدعم العسكري.
أبلغ وزير الخارجية الأمريكي جون فوستر دالاس والرئيس دوايت أيزنهاور جمال عبد الناصر أن الولايات المتحدة ستزوّده بالأسلحة فقط إذا كانت مخصصة لأغراض دفاعية، وإذا قبل بوجود عناصر عسكرية أمريكية للإشراف والتدريب. لكن عبد الناصر لم يقبل بهذه الشروط، وبدأ بالتشاور مع الاتحاد السوفيتي طلبًا للدعم.
على الرغم من أن جون فوستر دالاس كان يعتقد أن عبد الناصر كان يخادع، وأن الاتحاد السوفيتي لن يقدّم له الدعم، إلا أن تقديره كان خاطئًا؛ فقد وعد الاتحاد السوفيتي عبد الناصر بتزويده بكمية من الأسلحة مقابل سداد مؤجل من القمح والقطن المصري. وفي 27 سبتمبر 1955، أعلن عبد الناصر عن صفقة أسلحة، كانت تشيكوسلوفاكيا تعمل فيها كوسيط للدعم السوفيتي. وبدلًا من مهاجمة عبد الناصر بسبب لجوئه إلى السوفييت، سعى دالاس إلى تحسين العلاقات معه.
وفي ديسمبر 1955، تعهدت الولايات المتحدة بتقديم 56 مليون دولار، وتعهدت المملكة المتحدة بـ14 مليون دولار، للمساهمة في تمويل بناء السد العالي في أسوان.

### البناء والتعبئة، 1960–1976
قدّم السوفييت أيضًا فنيين وآليات ثقيلة. صُمم السد الضخم المبني من الصخور والطين على يد نيكولاي ألكساندروفيتش ماليشيف من معهد "هايدروبروجيكت" في موسكو، بالتعاون مع عدد من المهندسين المصريين. شارك في بناء السد حوالي 25,000 مهندس وعامل مصري. صمم السد العالي في أسوان في الأصل بواسطة مهندسين من ألمانيا الغربية وفرنسا في أوائل خمسينيات القرن العشرين، وكان من المقرر تمويله من خلال قروض غربية، لكن المشروع تحوّل ليصبح أكبر وأشهر مشروع مساعدات خارجية للاتحاد السوفيتي بعد أن سحبت الولايات المتحدة والمملكة المتحدة والبنك الدولي للإنشاء والتعمير دعمهم عام 1956.

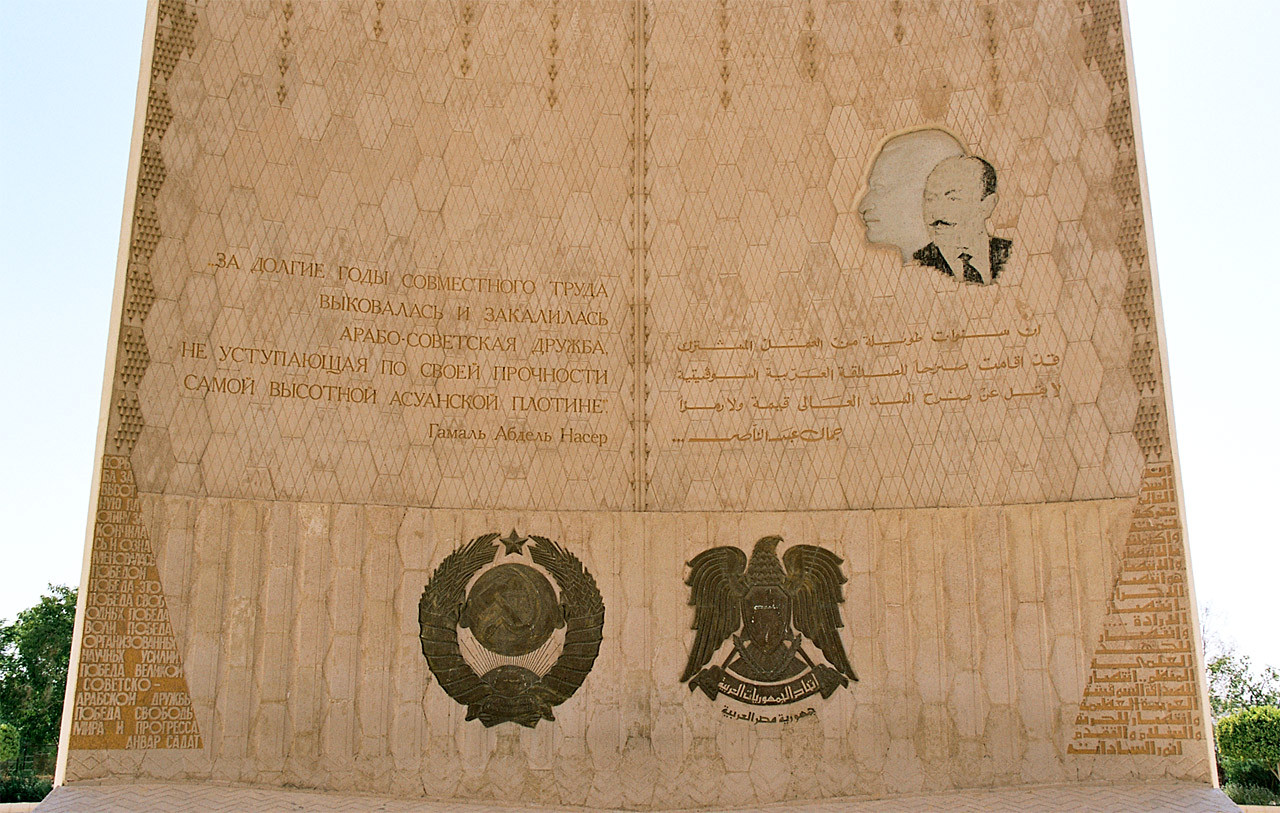
نُصُب تذكاري يعبر عن الصداقة العربية السوفيتية، ويُخلّد اكتمال بناء السد العالي في أسوان. يظهر شعار الاتحاد السوفيتي على اليسار، وشعار جمهورية مصر على اليمين.

تم تقديم أول قرض سوفيتي بقيمة 100 مليون دولار في عام 1958 لتمويل بناء السدود المؤقتة لتحويل مجرى النيل. ثم تم تقديم 225 مليون دولار إضافية عام 1960 لاستكمال بناء السد وإنشاء مرافق توليد الطاقة، ولاحقًا تم تخصيص حوالي 100 مليون دولار أخرى لأغراض استصلاح الأراضي.
غطّت هذه القروض، التي بلغت إجمالًا حوالي 425 مليون دولار، فقط تكاليف العملات الأجنبية في المشروع، بما في ذلك رواتب المهندسين السوفييت الذين أشرفوا على المشروع وكانوا مسؤولين عن تركيب واختبار المعدات السوفيتية. أما أعمال البناء الفعلية، التي بدأت عام 1960، فقد نُفذت بواسطة شركات مصرية متعاقدة مع هيئة السد العالي، وتحمّلت مصر كافة التكاليف المحلية. وقد أدت المشاركة المصرية في هذا المشروع إلى رفع قدرة ومكانة قطاع البناء المصري بشكل كبير. ومن الجانب المصري، قاد المشروع عثمان أحمد عثمان وشركته "المقاولون العرب". وكان عثمان حينها شابًا نسبيًا، وتمكن من تقديم عرض أقل من منافسه الوحيد بمقدار النصف.
التسلسل الزمني:
- 1960: بداية أعمال البناء في 9 يناير.[13]
- 1964: انتهاء المرحلة الأولى من بناء السد، وبدء تعبئة الخزان
- 1970: اكتمال بناء السد العالي (السد العالي - السد العالى) في 21 يوليو.[14]
- 1976: بلغ منسوب الخزان سعته القصوى

## المواصفات
يبلغ طول السد العالي بأسوان 3,830 مترًا، وعرضه عند القاعدة 980 مترًا، وعند القمة 40 مترًا، بينما يبلغ ارتفاعه 111 مترًا (364 قدمًا). ويحتوي على 43 مليون متر مكعب من المواد المستخدمة في بنائه (ما يعادل 56 مليون ياردة مكعبة). يمكن للسد تمرير كمية قصوى من المياه تصل إلى 11,000 متر مكعب في الثانية (390,000 قدم مكعب/ثانية)، ويوجد أيضًا مفيضات طوارئ إضافية قادرة على تصريف 5,000 متر مكعب في الثانية (180,000 قدم مكعب/ثانية). ويرتبط خزان السد، المعروف باسم بحيرة ناصر، بقناة توشكى التي تصل إلى منخفض توشكى.
تمتد بحيرة ناصر لمسافة 500 كيلومتر، ويصل عرضها الأقصى إلى 35 كيلومترًا، وتبلغ مساحتها السطحية 5,250 كيلومترًا مربعًا (2,030 ميلًا مربعًا). وتستوعب ما حجمه 132 كيلومترًا مكعبًا من المياه (أي ما يعادل 1.73×10¹¹ ياردة مكعبة).

## نظام الري
تعتمد الزراعة في مصر بشكل كامل على الري بسبب غياب الأمطار الكافية. ومع استخدام الري، يمكن تحقيق محصولين في السنة، باستثناء قصب السكر الذي يستغرق نموه حوالي عام كامل. يُطلق السد العالي في أسوان، في المتوسط، نحو 55 كيلومتر مكعب (45,000,000 فدان قدم) من المياه سنويًا، يُحوَّل منها حوالي 46 كيلومتر مكعب (37,000,000 فدان قدم) إلى قنوات الري.
في وادي ودلتا النيل، تستفيد مساحة تقارب 336,000 كيلومتر مربع (130,000 ميل مربع) من هذه المياه، وتنتج في المتوسط 1.8 محصول سنويًا. يبلغ الاستهلاك السنوي من المياه لاستخدامات المحاصيل حوالي 38 كيلومتر مكعب (31,000,000 فدان قدم). وبالتالي، فإن كفاءة الري العامة تبلغ 38/46 = 0.826 أو 83% وهي كفاءة تعتبر مرتفعة نسبيًا. أما كفاءة الري في الحقول فهي أقل بكثير، إلا أن الفاقد يعاد استخدامه في المناطق السفلية، وهذا الاستخدام المتكرر يُفسر تحقيق الكفاءة العالية العامة.
يعرض الجدول التالي توزيع مياه الري على القنوات الفرعية المنبثقة من القناة الرئيسية للري (قناة المنصورية قرب الجيزة):
| القناة الفرعية   | كمية المياه الموزعة (م³/فدان) |
| ---------------- | ----------------------------- |
| كفر النصر        | 4,700                         |
| بني مجدل         | 3,500                         |
| المنصورية        | 3,300                         |
| الحمامي (الأعلى) | 2,800                         |
| الحمامي (الأسفل) | 1,800                         |
| الشيمي           | 1,200                         |

- الفترة: من 1 مارس إلى 31 يوليو.
- الفدان الواحد يعادل 0.42 هكتار أو حوالي 1 فدان أمريكي (أكر).
- البيانات من مشروع إدارة استخدام المياه المصري.[18]

تركيز الأملاح في مياه خزان أسوان يبلغ حوالي 0.25 كيلوجرام لكل متر مكعب (0.42 رطل/ياردة مكعبة)، وهو مستوى ملوحة منخفض جدًا. ومع تدفق سنوي يبلغ 55 كيلومتر مكعب (45,000,000 فدان قدم)، يصل التدفق السنوي للأملاح إلى 14 مليون طن. بينما يبلغ متوسط تركيز الأملاح في مياه الصرف التي تخرج إلى البحر والبحيرات الساحلية 2.7 كيلوجرام لكل متر مكعب (4.6 رطل/ياردة مكعبة). عند تصريف سنوي يبلغ 10 كيلومتر مكعب (2.4 ميل مكعب) (دون احتساب 2 كجم/م³ من تسرب الأملاح من البحر والبحيرات، يبلغ حجم تصدير الأملاح السنوي 27 مليون طن. في عام 1995، كان معدل خروج الأملاح أعلى من دخولها، وكانت الأراضي الزراعية في مصر تتناقص فيها ملوحة التربة. ويُعزى جزء من ذلك إلى العدد الكبير من مشاريع الصرف تحت السطحي المنفذة في العقود الأخيرة للتحكم في منسوب المياه الجوفية وملوحة التربة.
يعد الصرف عبر المصارف تحت السطحية والمجاري ضروريًا لمنع تدهور إنتاجية المحاصيل الناتج عن التشبع بالمياه وملوحة التربة الناتجة عن الري. وبحلول عام 2003، تم تجهيز أكثر من 20,000 كيلومتر مربع (7,700 ميل مربع) بنظام صرف تحت السطحي، يتم تصريف حوالي 7.2 كيلومتر مربع (2.8 ميل مربع) من المياه سنويًا من المناطق المجهزة بهذه الأنظمة. بلغ إجمالي الاستثمار في الصرف الزراعي على مدى 27 عامًا منذ 1973 حتى 2002 حوالي 3.1 مليار دولار، شمل تكاليف التصميم والإنشاء والصيانة والبحث والتدريب. وخلال هذه الفترة نُفذت 11 مشروعًا كبيرًا بدعم مالي من البنك الدولي وجهات مانحة أخرى.

## الآثار

### الحماية من الجفاف، الإنتاج الزراعي والتوظيف
وفّرت السدود حماية لمصر من موجات الجفاف التي ضربت شرق وغرب إفريقيا في الفترة من 1972–1973 ومن 1983–1987، والتي تسببت في كوارث إنسانية في تلك المناطق. وقد مكّن السد العالي مصر من استصلاح نحو 2 مليون فدان (840,000 هكتار) في دلتا النيل ووادي النيل، مما زاد من المساحة المروية في البلاد بمقدار الثلث. وقد تحقق هذا التوسع من خلال ري مناطق كانت سابقًا صحراء، وكذلك من خلال إدخال نحو 385,000 هكتار (950,000 فدان) من الأراضي التي كانت تُستخدم كمناطق احتجاز لمياه الفيضانات إلى دائرة الزراعة.
تم توطين نحو نصف مليون أسرة في هذه الأراضي الجديدة، وشهدت مساحات زراعة الأرز وقصب السكر توسعًا ملحوظًا. إضافةً إلى ذلك، تم تحويل نحو مليون فدان (420,000 هكتار) – أغلبها في صعيد مصر – من نظام الري بالفيضان الذي يسمح بمحصول واحد سنويًا إلى نظام الري الدائم الذي يسمح بمحصولين أو أكثر في السنة. كما زادت الغلال في الأراضي التي كانت تُروى سابقًا، بفضل القدرة على توفير المياه في فترات انخفاض التدفق الحرج. فعلى سبيل المثال، زاد محصول القمح في مصر ثلاثة أضعاف بين عامي 1952 و1991، وكان لتحسن توفر المياه دور في ذلك.
أما الجزء الأكبر من الـ32 كيلومترًا مكعبًا من المياه العذبة – أي نحو 40% من متوسط تدفق النيل الذي كان يُفقد سنويًا في البحر – فقد أصبح يُستخدم في أغراض نافعة. وعلى الرغم من أن نحو 10 كيلومترات مكعبة من المياه تُفقد بسبب التبخر في بحيرة ناصر، إلا أن كمية المياه المتاحة للري زادت بمقدار 22 كيلومترًا مكعبًا. وتقدّر مصادر أخرى التبخر من بحيرة ناصر بما يتراوح بين 10 و16 كيلومترًا مكعبًا سنويًا.

### إنتاج الكهرباء
يشغّل السد اثني عشر مولدًا، كل واحد منها بقدرة 175 ميغاواط (ما يعادل 235,000 حصان)، ليبلغ إجمالي القدرة 2.1 غيغاواط (2,800,000 حصان). بدأ توليد الكهرباء عام 1967. وعندما بلغ السد العالي ذروة إنتاجه لأول مرة عام 1970، كان يوفّر نحو نصف إنتاج مصر من الطاقة الكهربائية (وانخفضت النسبة إلى حوالي 15% بحلول عام 1998)، كما وفر الكهرباء لمعظم القرى المصرية لأول مرة.
كما ساهم السد العالي في تحسين كفاءة وتشغيل محطات الطاقة الكهرومائية القديمة في أسوان من خلال تنظيم تدفق المياه من المنبع. وعند اكتماله، كان يُعدّ أكبر محطة كهرباء في أفريقيا وسادس أكبر محطة كهرومائية في العالم آنذاك. تم الانتهاء من جميع مرافق الطاقة في السد العالي قبل الموعد المحدد. وقد تم تركيب واختبار اثنتي عشرة توربينة، مما منح المحطة قدرة تركيبية بلغت 2,100 ميغاواط، أي أكثر من ضعف إجمالي الطاقة الكهربائية في مصر عام 1960. وبفضل هذه القدرة، يمكن لمحطة أسوان أن تُنتج ما يصل إلى 10 مليارات كيلوواط ساعي من الطاقة سنويًا.
تم أيضًا الانتهاء من خطي نقل رئيسيين بجهد 500 كيلوفولت إلى القاهرة، وتم حل مشاكل النقل الأولية التي كانت ناتجة في الغالب عن ضعف العوازل. كذلك تم إصلاح الأضرار التي ألحقها الكوماندوز الإسرائيليون بمحطة المحولات الرئيسية عام 1968، وأصبحت محطة أسوان مدمجة بالكامل مع شبكة الكهرباء في مصر السفلى. وفقًا لتقديرات عام 1971، فإن إنتاج الطاقة من محطة أسوان لن يتجاوز نصف القدرة النظرية للمحطة، بسبب محدودية إمدادات المياه واختلاف أنماط استخدام المياه الموسمية بين الري وتوليد الكهرباء. فالطلب الزراعي على المياه في الصيف يفوق بكثير كمية المياه اللازمة لتلبية الطلب المنخفض نسبيًا على الكهرباء خلال نفس الفترة. وبسبب الاستخدام المكثف للمياه في الري خلال الصيف، لن يتبقى ما يكفي من المياه تحت السيطرة المصرية للسماح بتوليد الكهرباء بكامل طاقة المحطة في فصل الشتاء.
تشير الدراسات الفنية إلى أن الحد الأقصى للإنتاج السنوي الذي يمكن الحفاظ عليه هو حوالي 5 مليارات كيلوواط ساعي، بسبب تقلبات تدفق نهر النيل. ومن المتوقع أن يتأثر إنتاج الكهرباء من السد العالي في أسوان مستقبلًا بسبب السدود الضخمة التي يتم إنشاؤها في دول المنبع خلال فترات الجفاف الطويلة.

### المخاطر

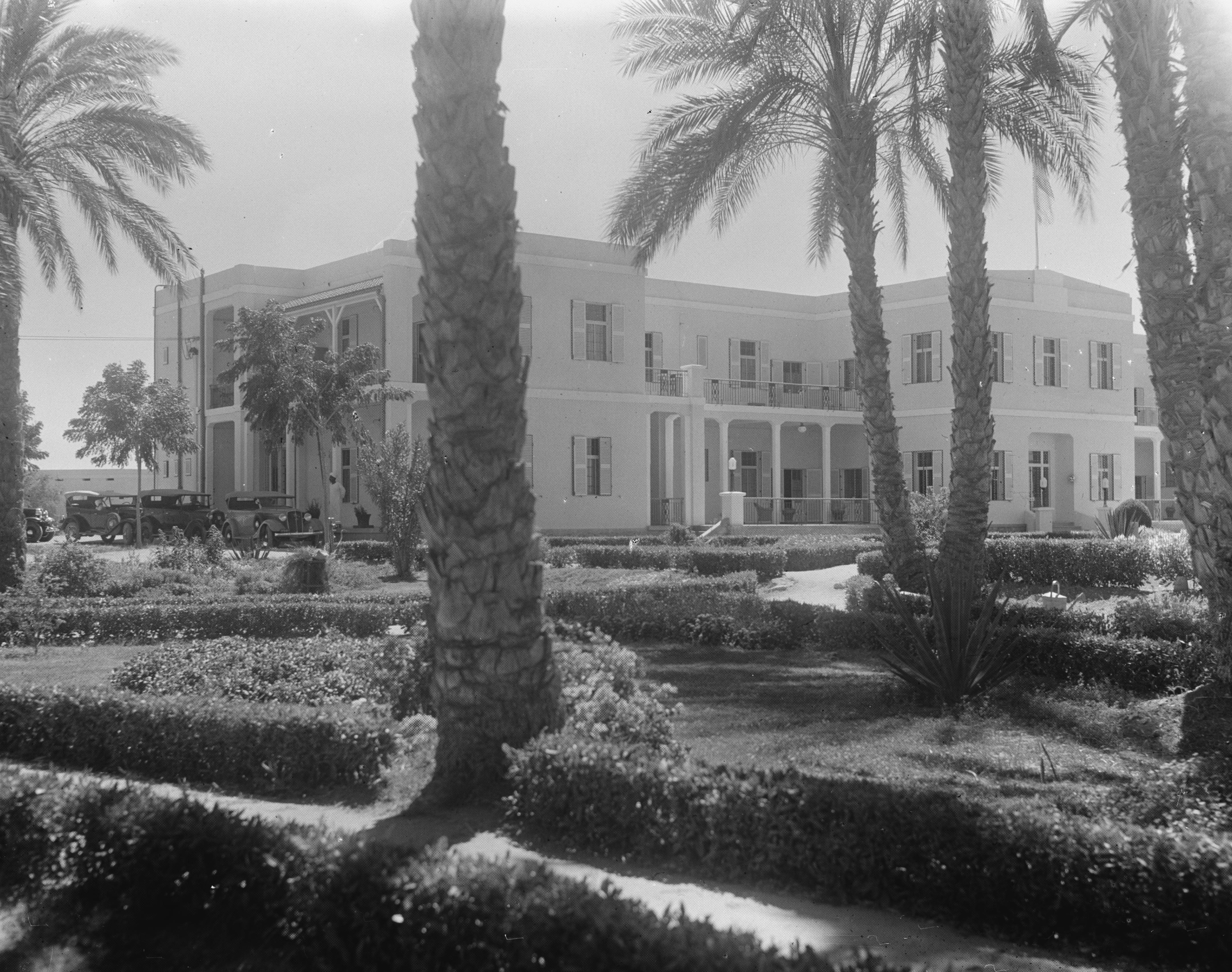
صورة لمدينة وادي حلفا القديمة التي غمرتها بحيرة ناصر.

تُعد الفيضانات الداخلية من بين الكوارث الطبيعية التي تُسفر عن أكبر عدد من الضحايا، بما في ذلك دمار المحاصيل والجوع والأمراض والمجاعات التي تعقبها. فقد أودت بعض الفيضانات بحياة ملايين الأشخاص في حدث واحد. يُقدّر أن ما بين 2 إلى 4 ملايين شخص لقوا حتفهم نتيجة فيضان نهر اليانغتسي–هواي عام 1931، بما في ذلك المجاعة والأوبئة التي أعقبته في السنوات التالية.
أما في مصر، فإن فيضانًا ناتجًا عن تجاوز منسوب المياه لسد أسوان العالي وما يتبعه من تآكل جسم السد، قد يكون أسوأ بعشرين مرة من الفيضان التاريخي الذي شهدته الصين. تحتوي بحيرة ناصر على حجم من المياه يفوق التصور، وقد يصل إلى 209 كيلومترات مكعبة في السيناريوهات الواردة في هذه الدراسة. وعلاوة على ذلك، فإن الفيضان الناتج عن انهيار السد سيكون مركزًا في يوم واحد تقريبًا، على عكس الفيضانات الموسمية التي تمتد عادةً لأربعة أشهر. هذا الفيضان القصير سيكون أكثر عنفًا بكثير.
سيتم تدمير ملايين المنازل، كما أن البنية التحتية للري على مستوى الدولة ستُغطى بطبقة من الرواسب الملوثة التي سرعان ما تتحول إلى ما يشبه الحجر الصلب. وبعد اختفاء بحيرة ناصر (أي تفريغها من المياه)، ستتراجع القدرة الزراعية إلى ما كانت عليه قبل بناء السد العالي، ما سيؤدي إلى مجاعة واسعة النطاق تستمر لسنوات.

### إعادة التوطين والتعويضات
غمرت مياه بحيرة ناصر جزءًا كبيرًا من النوبة السفلى، مما أدى إلى إعادة توطين ما بين 100,000 إلى 120,000 شخص في السودان ومصر. في السودان، نقل ما بين 50,000 إلى 70,000 نوبي سوداني من المدينة القديمة وادي حلفا وقراها المحيطة. نُقل بعضهم إلى مستوطنة جديدة أُنشئت على شاطئ بحيرة ناصر تُدعى وادي حلفا الجديدة، بينما أُعيد توطين البعض الآخر على بعد حوالي 700 كيلومتر جنوبًا إلى سهول البطانة شبه القاحلة بالقرب من مدينة خشم القربة على نهر عطبرة. كان المناخ هناك يتميز بموسم أمطار منتظم على عكس موطنهم السابق الصحراوي الذي لا تسقط فيه الأمطار تقريبًا. قامت الحكومة بتطوير مشروع ري يُعرف باسم "مشروع التنمية الزراعية في حلفا الجديدة" لزراعة القطن والحبوب وقصب السكر ومحاصيل أخرى. أُعيد توطين النوبيين في خمسة وعشرين قرية مخططة تضمنت مدارس ومرافق طبية وخدمات أخرى، بما في ذلك مياه أنابيب وبعض شبكات الكهرباء.
في مصر، تم نقل غالبية النوبيين الـ 50,000 إلى مناطق تبعد من 3 إلى 10 كيلومترات عن النيل قرب مدينتي إدفو وكوم أمبو، على بعد 45 كيلومترًا أسفل النهر من أسوان، فيما سُمي بـ "النوبة الجديدة". تم بناء مساكن ومرافق لـ 47 وحدة قرية، بحيث تحاكي العلاقة بينها تلك الموجودة في النوبة القديمة. ووفرت الأراضي المروية لزراعة القصب بشكل رئيسي. في عامي 2019-2020، بدأت مصر في تعويض النوبيين الذين فقدوا منازلهم نتيجة احتجاز مياه السد.

### المواقع الأثرية

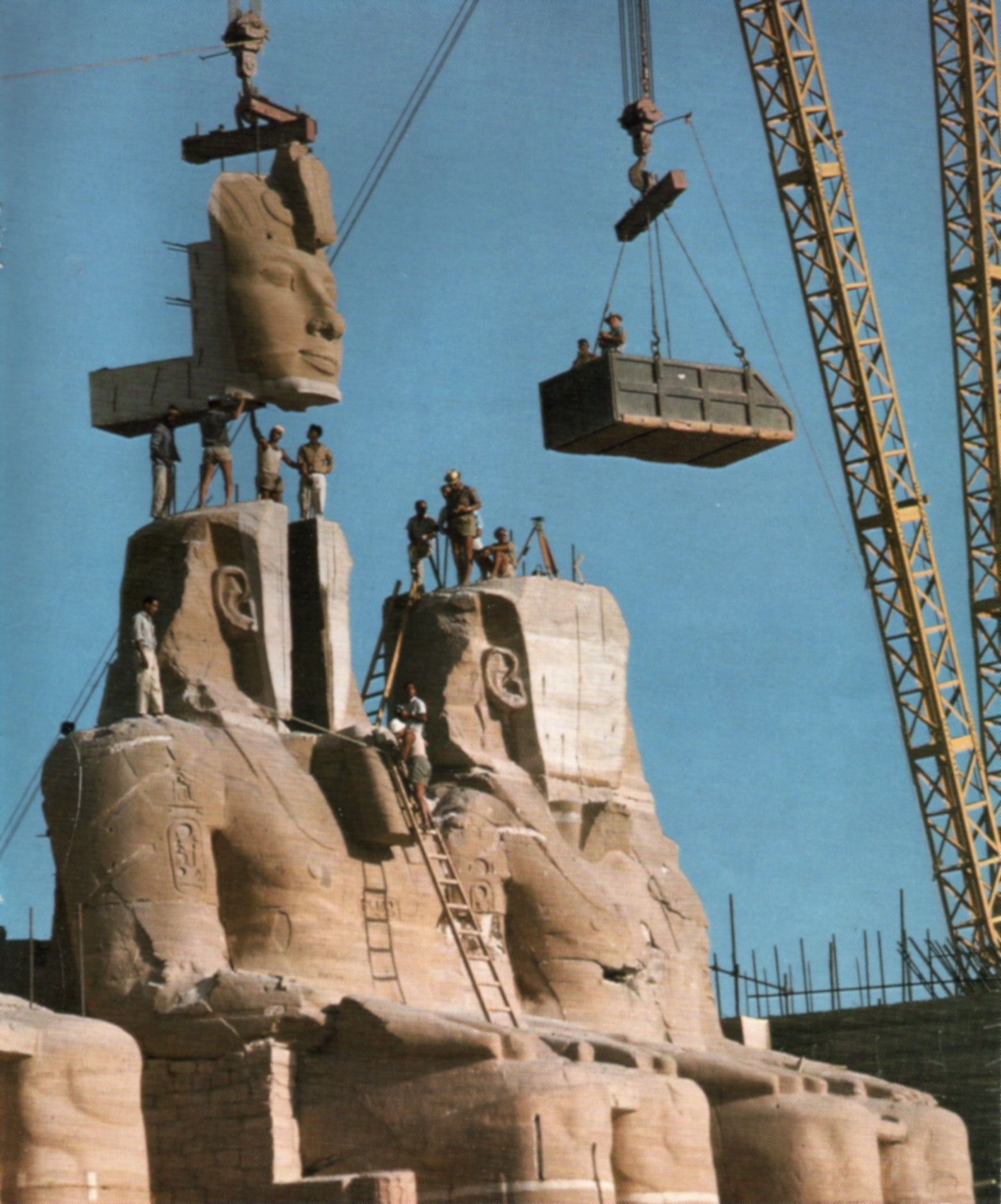
إعادة تجميع تمثال رمسيس العظيم في المعبد الكبير بأبو سمبل بعد نقله في عام 1967 لإنقاذه من الغمر بالمياه.

تم الحفاظ على اثنين وعشرين نصبًا تذكاريًا ومجمعًا معماريًا كانت مهددة بالغمر بسبب فيضان بحيرة ناصر، من ضمنها معابد أبو سمبل، عبر نقلها إلى ضفاف البحيرة في إطار حملة اليونسكو للنوبة. كما تم نقل معابد فيلة، وكلابشة، وأمادا. وقد مُنحت هذه المعالم للدول التي ساعدت في إنجاز أعمال النقل:
- معبد ديبود إلى مدريد
- معبد ديندور إلى متحف المتروبوليتان للفنون في نيويورك
- معبد تافيه إلى متحف ريجكس للفنون القديمة في لايدن
- معبد إليسيا إلى المتحف المصري في تورينو
- كما نُقلت بعض القطع إلى حديقة المتحف الوطني السوداني في الخرطوم:[35]
- معبد رمسيس الثاني في أكشا
- معبد حتشبسوت في بوهن
- معبد خنوم في كومّا
- قبر الأمير النوبي جهوتي-هوتب في ديبيرا
- معابد ديدوين وسيسوستريس الثالث في سمنا
- الأعمدة الجرانيتية من كاتدرائية فاراس

- جزء من لوحات كاتدرائية فاراس؛ الجزء الآخر محفوظ في المتحف الوطني في وارسو

أما معبد بتاح في جرف حسين، فقد أعيد بناء القسم المستقل منه في ني كلبشة إلى جانب معبد كلابشة، وبيت الوالي، وكشك قرطاسي. أما المواقع الأثرية المتبقية، بما في ذلك قلعة بوهن ومقبرة فدروس، فقد غمرتها مياه بحيرة ناصر.

### فقدان الرواسب
كان نهر النيل قبل بناء السد العالي يلقى رواسب مختلفة الحجم - من رمل ناعم وطمي وطين - على الأراضي الزراعية في صعيد مصر خلال فيضاناته السنوية، مما ساعد في زيادة خصوبة التربة. لكن في الواقع، تم المبالغة في تقدير القيمة الغذائية لهذه الرواسب. فقد كان حوالي 88% من هذه الرواسب تصل إلى البحر قبل بناء السد. القيمة الغذائية التي كانت تضيفها الرواسب إلى الأراضي لم تكن كبيرة، حيث كانت تبلغ حوالي 6000 طن بوتاس، و7000 طن خماسي أكسيد الفوسفور، و17000 طن نيتروجين فقط، وهذه الكميات قليلة جدًا مقارنة بما يحتاجه الإنتاج الزراعي الحالي في مصر.
كذلك، كانت الرواسب تنتشر فقط على ضفاف النيل خلال الفيضانات، أما المناطق البعيدة عن النهر والتي لم تتعرض للفيضانات من قبل، فهي تُروى اليوم بشكل منتظم بفضل أنظمة الري الحديثة. أما المشكلة الأهم التي نتجت عن حجز الرواسب خلف السد، فهي زيادة تآكل السواحل حول دلتا النيل، ولا توجد إحصائيات دقيقة وموثوقة حول مدى هذا التآكل حتى الآن.

### التشبع بالمياه وزيادة ملوحة التربة
كانت مستويات المياه الجوفية قبل بناء السد العالي في وادي النيل تتذبذب بمقدار 8-9 أمتار (26-30 قدمًا) سنويًا مع مستوى مياه النيل. خلال فصل الصيف، عندما تكون معدلات التبخر في أعلى مستوياتها، كان مستوى المياه الجوفية عميقًا جدًا بحيث لا تسمح للأملاح المذابة في المياه بالصعود إلى السطح عبر الخاصية الشعرية.
مع اختفاء الفيضانات السنوية والري المكثف على مدار السنة، بقيت مستويات المياه الجوفية مرتفعة مع تذبذبات طفيفة، مما أدى إلى تغمر الأراضي بالمياه (الإغراق المائي). كما زادت ملوحة التربة بسبب قصر المسافة بين السطح ومستوى المياه الجوفية، التي كانت تتراوح بين 1-2 متر حسب ظروف التربة ودرجة الحرارة، مما سمح للمياه بالصعود بفعل التبخر، فتراكمت الأملاح الذائبة في المياه الجوفية تدريجيًا على سطح التربة على مدى السنوات. ونظرًا لأن معظم الأراضي الزراعية لم تكن مجهزة بأنظمة صرف تحت سطحية مناسبة لخفض مستوى المياه الجوفية، فقد أثرت عملية التملح تدريجيًا على إنتاج المحاصيل.
يُعدّ الصرف من خلال القنوات والمصارف التحت سطحية أمرًا ضروريًا لمنع تدهور إنتاجية المحاصيل الناتج عن تملح التربة وتغمرها بالمياه. وبحلول عام 2003، تم تجهيز أكثر من 2 مليون هكتار بنظام صرف تحت سطحي، بتكلفة بلغت نحو 3.1 مليار دولار في الفترة من 1973 إلى 2002.

### الصحة
على عكس العديد من التوقعات التي أُطلقت قبل بناء السد العالي بأسوان، وبعض المنشورات التي تلته، والتي رجحت ازدياد انتشار البلهارسيا—وهي مرض استوائي يُنقل عن طريق ملامسة مياه عذبة ملوثة بالديدان المسطحة الطفيلية—فإن ذلك لم يحدث. لم تأخذ هذه الافتراضات في الحسبان مدى انتشار الري الدائم في جميع أنحاء مصر قبل عقود من إغلاق السد العالي. فبحلول خمسينيات القرن الماضي، كانت نسبة صغيرة فقط من صعيد مصر لم تتحول بعد من الري الحوضي (منخفض الانتقال) إلى الري الدائم (مرتفع الانتقال). ولم يكن توسع أنظمة الري الدائم في مصر يعتمد على السد العالي.
في الواقع، وخلال 15 عامًا فقط من إغلاق السد العالي، ظهرت أدلة واضحة على تراجع انتشار البلهارسيا في صعيد مصر، وقد اختفى نوع S. haematobium تمامًا منذ ذلك الحين. وتشمل الأسباب المقترحة لذلك التحسن في ممارسات الري. أما في دلتا النيل، فقد كانت البلهارسيا متوطنة بشكل كبير، وبلغت نسبة انتشارها في القرى 50% أو أكثر على مدى ما يقارب قرنًا من الزمان، نتيجة تحويل الدلتا إلى الري الدائم لزراعة القطن طويل التيلة بواسطة البريطانيين. لكن هذا الوضع قد تغير؛ حيث ساهمت برامج العلاج واسعة النطاق في التسعينيات، باستخدام جرعة واحدة من الدواء الفموي، بشكل كبير في تقليل معدل وشدة الإصابة بـ S. mansoni في الدلتا.

### آثار أخرى
يؤدي تراكم الرواسب في الخزان إلى تقليل السعة التخزينية لمياه بحيرة ناصر. تبلغ السعة التخزينية للخزان 162 كيلومتر مكعب، منها 31 كيلومتر مكعب تخزين ميت في قاع البحيرة تحت منسوب 147 متر (482 قدم) فوق مستوى سطح البحر، و90 كيلومتر مكعب تخزين فعّال، و41 كيلومتر مكعب لتخزين مياه الفيضانات العالية فوق منسوب 175 متر (574 قدم) فوق مستوى سطح البحر. يبلغ حمل الرواسب السنوي في نهر النيل حوالي 134 مليون طن. وهذا يعني أن حجم التخزين الميت سيمتلئ بالكامل خلال 300 إلى 500 عام إذا تراكمت الرواسب بالمعدل نفسه في جميع أنحاء البحيرة. من الواضح أن تراكم الرواسب يحدث بشكل أسرع بكثير في المناطق العليا من البحيرة، حيث أثرت الرواسب بالفعل على منطقة التخزين الفعّال.

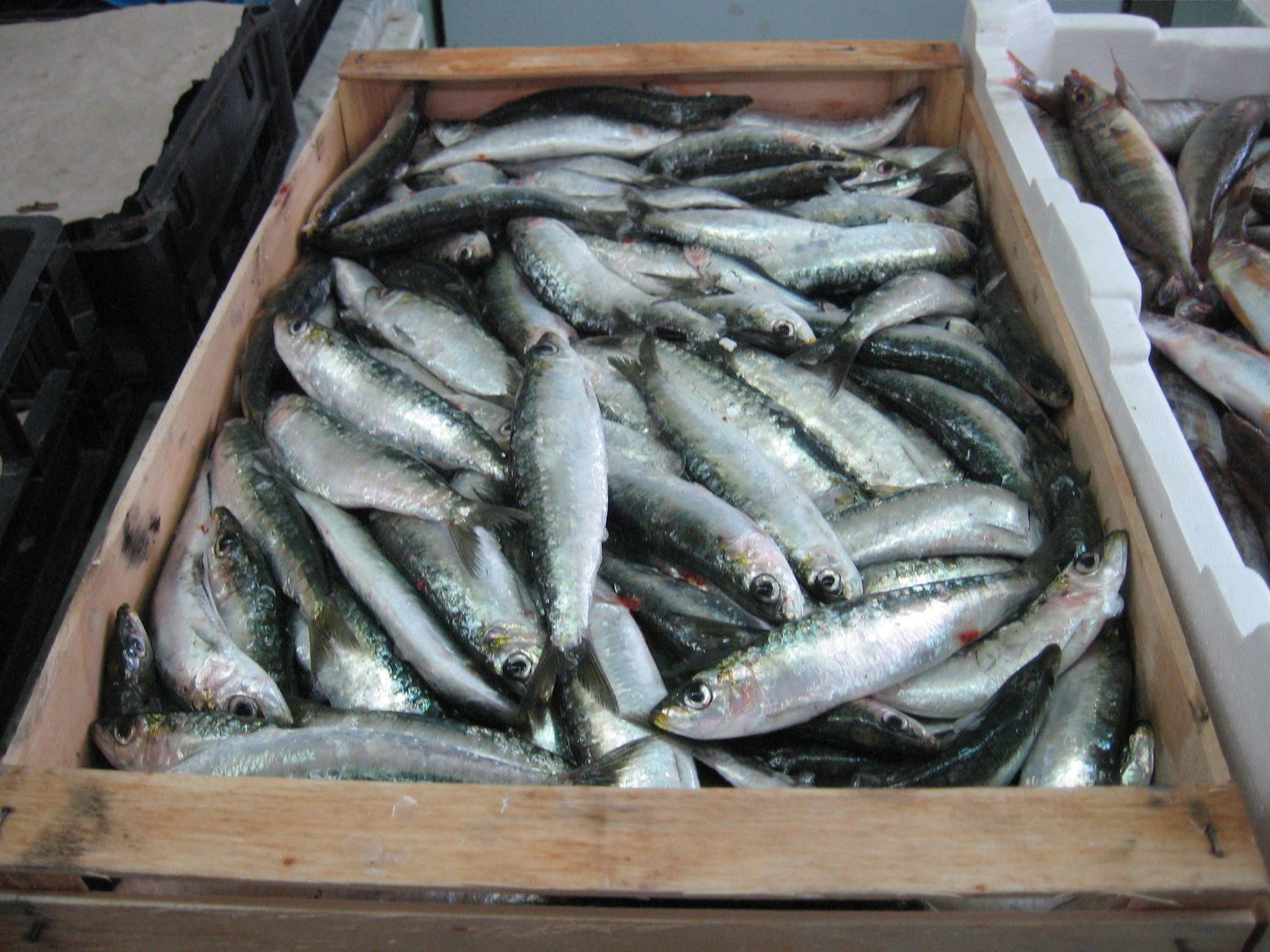
انخفضت كمية صيد السردين في البحر المتوسط قبالة الساحل المصري بعد اكتمال السد العالي في أسوان، لكن الأسباب الدقيقة لهذا الانخفاض لا تزال محل جدل.

قبل بناء السد العالي، كان لا بد من تنظيف (تكريك) 50,000 كيلومتر (31,000 ميل) من قنوات الري والصرف في مصر بانتظام لإزالة الرواسب. بعد بناء السد، نمت الحشائش المائية بسرعة أكبر في المياه الأكثر صفاءً، بمساعدة بقايا الأسمدة. بلغ الطول الإجمالي للمجاري المائية المصابة بالحشائش حوالي 27,000 كيلومتر (17,000 ميل) في منتصف التسعينيات. وقد تم تدريجياً السيطرة على انتشار الحشائش من خلال وسائل يدوية وميكانيكية وبيولوجية.
انخفض صيد الأسماك في البحر المتوسط وفي البحيرات الشاطئية المالحة بعد الانتهاء من بناء السد، لأن المغذيات التي كانت تتدفق مع مياه النيل إلى البحر المتوسط أصبحت محجوزة خلف السد. على سبيل المثال، انخفض صيد السردين قبالة السواحل المصرية من 18,000 طن في عام 1962 إلى 460 طن فقط في عام 1968، لكنه تعافى تدريجياً ليصل إلى 8,590 طن في عام 1992. وأشارت مقالة علمية في منتصف التسعينيات إلى أن "التفاوت بين الإنتاجية الأولية المنخفضة والمستويات المرتفعة نسبياً لإنتاج الأسماك في المنطقة لا يزال يمثل لغزًا للعلماء."
كان هناك قلق قبل بناء السد العالي من احتمال انخفاض منسوب قاع النهر في المناطق الواقعة أسفل السد نتيجة التعرية (الحت) الناتجة عن جريان المياه الخالية من الرواسب. وقدر خبراء وطنيون ودوليون هذا الانخفاض بما يتراوح بين 2 و10 أمتار (6.6 إلى 32.8 قدم). إلا أن الانخفاض الفعلي الذي تم قياسه بلغ ما بين 0.3 و0.7 متر (0.98–2.30 قدم)، وهو أقل بكثير مما كان متوقعاً.
كما تأثرت سلباً صناعة الطوب الأحمر، التي كانت تتكون من مئات المصانع التي اعتمدت على ترسيبات طمي النيل الموجودة على ضفاف النهر. فبعد حرمانها من الطمي، بدأت هذه المصانع باستخدام التربة الرسوبية القديمة من الأراضي الصالحة للزراعة، مما أدى إلى خروج ما يصل إلى 120 كيلومتراً مربعاً (46 ميلاً مربعاً) من الإنتاج سنوياً، ووصلت المساحة المدمرة إلى نحو 1,000 كيلومتر مربع (390 ميلاً مربعاً) بحلول عام 1984، عندما حظرت الحكومة، "ولكن بنجاح محدود فقط"، المزيد من الحفر. ووفقًا لأحد المصادر، فإن الطوب يُصنع الآن بتقنيات جديدة تستخدم خليطاً من الرمل والطين، وقد جرى الجدل بأن صناعة الطوب المعتمدة على الطمي كانت ستعاني حتى ولو لم يتم بناء السد.
ونتيجة لانخفاض تعكر مياه النهر، أصبحت أشعة الشمس تخترق المياه على عمق أكبر في النيل. وبسبب ذلك، وكذلك لزيادة وجود المغذيات من الأسمدة في المياه، زاد نمو الطحالب في النيل، مما أدى بدوره إلى ارتفاع تكاليف معالجة مياه الشرب. ويبدو أن قلة من الخبراء كانوا يتوقعون أن تنخفض جودة المياه في النيل نتيجة بناء السد العالي.

## أنظر أيضا
- إغلاق قناة السويس (1967–1975)[الإنجليزية]
- الطاقة في مصر
- الأشغال العامة المصرية
- قائمة محطات الطاقة الكهرومائية التقليدية[الإنجليزية]
- قائمة أكبر السدود
- قائمة محطات الطاقة في مصر
- السياسات المائية في حوض النيل

## وصلات خارجية
- موقع خارجي عن السد العالي في مصر.